# Angeliera dubitans
Angeliera dubitans är en kräftdjursart som beskrevs av Jan Hendrik Stock 1977. Angeliera dubitans ingår i släktet Angeliera och familjen Microparasellidae. Inga underarter finns listade i Catalogue of Life.